# Elias Andreato
Elias Vicente Andreato (Rolândia, 8 de março de 1955) é um ator de cinema, teatro e televisão e diretor teatral brasileiro. É irmão do ilustrador Elifas Andreato.
Estreou profissionalmente na peça "Pequenos Burgueses" (escrita por Máximo Gorki e dirigida por Renato Borghi) em 1977.
Em meio aos seus trabalhos no teatro, estreia como ator de cinema no filme Shock: Diversão Diabólica, de 1984, e na televisão na novela Helena, de 1987.
Nos anos seguintes, dividiu seu tempo entre o teatro, o cinema e a televisão, como nos filmes Sábado, de 1997, e Boleiros - Era uma Vez o Futebol..., de 1998; a novela Suave Veneno, de 1999, e a minissérie A Muralha, de 2000, entre muitos outros trabalhos.
É vencedor da premiação de melhor ator no Prêmio Shell, na Associação Paulista de Críticos de Arte e na Associação dos Produtores de Espetáculos Teatrais do Estado de São Paulo, todos em 1990, e o Prêmio IBEU de melhor direção em 1996.

## Carreira

### Cinema
- 1984 - Shock - Diversão Diabólica
- 1994 - O Efeito Ilha - Jean
- 1994 - Amor! - Biólogo
- 1995 - Sábado -
- 1997 - A Grade -
- 1997 - Doces Poderes - Jornalista
- 1998 - Boleiros - Era uma Vez o Futebol... - Médico
- 2001 - Os Xeretas - Tio Elias
- 2002 - Em Nome do Pai - Pai
- 2002 - O Príncipe - Aron
- 2003 - Repvblica -
- 2004 - Irmãos de Fé - Ananias
- 2005 - Eliana em o Segredo dos Golfinhos - Juiz
- 2007 - A Casa de Alice - Seu Gabriel
- 2008 - Mãe - Nico
- 2011 - Essa Maldita Vontade de Ser Pássaro - Soledad

### Televisão
- 1987 - Helena - Luiz Mendonça
- 1995 - A Idade da Loba - Aquino
- 1999 - Suave Veneno - Clóvis
- 2000 - A Muralha - Dom Cardoso
- 2006 - Cidadão Brasileiro - Calixto
- 2006 - Minha Nada Mole Vida - Thelmo Clementino
- 2006 - A Grande Família - Seu Gonçalves
- 2008 - Beleza Pura - Adamastor

### Teatro
- Pequenos Burgueses
- Tietê, Tietê... ou Toda Rotina Se Manteve Não Obstante o que Aconteceu
- Diário de um Louco
- Calabar (de Chico Buarque e direção de Fernando Peixoto)
- Diário de um Louco
- Lua de Cetim
- Trágico à Força
- Artaud, O Espírito do Teatro
- Sexo dos Anjos - prêmios Shell, da Associação Paulista de Críticos de Artes e da Associação Paulista de Críticos de Arte, como melhor ator
- Van Gogh
- Repetition
- A Gaivota
- Levadas da Breca - como diretor
- Não Tenha Medo Virgínia Woolf - como diretor
- Rimbaud - como diretor
- Do Amor de Dante por Beatriz - roteiro e direção
- Fantástikos - prêmio IBEU de melhor direção
- Senhor das Flores
- A Cabeça
- Estado de Sítio
- Eu e Ela[4]